# Nickelodeon Guts
Nickelodeon Guts (estilizado como Nickelodeon GUTS) foi um programa de competições produzido pela Nickelodeon entre os anos de 1992 e 1995. Apresentado por Mike O'Malley e co-apresentado pela atriz britânica Moira "Mo" Quirk, reunia jovens de diversos países para participar de competições radicais. Foi gravado na Nickelodeon Estúdios em Orlando, Flórida.

## Global GUTS
Para a temporada final, Nickelodeon produziu um spinoff internacional chamado Global GUTS, com participantes de vários países, incluindo os Estados Unidos da América, México, Reino Unido, Israel, Alemanha, Espanha, Portugal e a Comunidade dos Estados Independentes (simplesmente referidos como "CIS" no ar, isso incluía apenas a Geórgia, Cazaquistão, Rússia e Ucrânia). 